# ばちかぶり
ばちかぶりは、日本のロック・バンド。ナゴムレコード所属。

## 概要
パンク・ロック・バンド・ガガーリンを母体として田口トモロヲを中心に、「日本語オンリーのパンク・ロック・バンド」として1984年に結成。田口による強迫的な絶叫型のヴォーカルと理知的でシニカルな歌詞（春日井建の短歌を引用した「未青年」などが一例）、パンクよりもポストパンク／ニュー・ウェイヴに近いフリーキーなアレンジが特徴。初期はパンク・ロック・バンドだったが、『白人黒人黄色人種』以降はパンク／ニュー・ウェイヴのカラーを残しつつファンク・ロック・バンドとなっていた。田口本人は『ナゴムコレクション』のライナーで、音楽的影響に三上寛、キャプテン・ビーフハート、パブリック・イメージ・リミテッド（パンク・ロック時代）、JAGATARA、リップ・リグ&パニック（パンク・ファンク～ファンク時代）を挙げている。メンバーチェンジが激しく、基本的には田口のソロバンドであったという。

## エピソード
田口のライブ中のパフォーマンスは奇抜なもので、ライブスタート時に炊飯器で飯を炊き、ライブ中に炊き上がったご飯の入った炊飯器の中に脱糞したパフォーマンスが伝説となっている（このパフォーマンスは、ガガーリン時代のものである）。ライブを予定している会場側から「君は本番中ステージでゲロを吐くと聞いたけど、ゲロを吐くのは絶対に止めてくれ」と言われたことを表現弾圧と感じ、「ああ、ゲロ以外でやってやる」との思いで行為に至ったという。田口の会場側のクレームに対するささやかな反抗だったらしい。このライブを見て衝撃を受けたケラリーノ・サンドロヴィッチは田口にガガーリンのレコードを出そうと誘うが、田口の強い希望で“ばちかぶり”のレコードをナゴムレコードより発売する経緯となる。『森田一義アワー 笑っていいとも!』の番組内で田口は「気が小さいから直ぐチンチンを出したり、うんことかしちゃうんですよねぇ」とも話している。

## 在籍したメンバー
- 田口トモロヲ - ボーカル
- 和田モナカ - ベース
- 樋口ナオヒコ - ギター
- 須川ヒカル - キーボード
- 八反田リコ - コーラス
- クツノユキヒデ - パーカッション
- 小関スミタダ - ドラム
- 山本一 - サクソフォーン
- 関口ヒロシ - ギター
- 木原ケンジロ - ドラム
- 藤川マサオ - サクソフォーン
- 文太郎 - ベース
- ニワノハルヲ - ギター
- ア太郎 - ベース
- マリン - ギター

など

## ディスコグラフィー

### シングル
- SWIM-酔夢-（1989年7月）
SWIM-酔夢-／ロコモーション／大貧民

### アルバム
- ばちかぶり（1985年）
櫻／産業／寒都／妖怪／音頭／日之丸／人民／東京
  - ジャケット画は蛭子能収。
  - ゲストとして町田町蔵、巻上公一、ケラリーノ・サンドロヴィッチ、犬山イヌコ等が参加。
- 一流（1985年9月）
only you（唯一人）／彼岸／稲荷／苦行／返答（貧困）／一流（解説）
- 白人黒人黄色人種（1988年1月）
第七倉庫／毒々々／暗黒日和／白人黒人黄色人種／刹那奇天烈／暖波／亜民
- 音楽芸者（1990年）※メジャー・デビュー・アルバム
A-JANAICA／新処方薬～サンキュー／大丈夫／僕のFUNK／Put A Spell On You／AFRICAかぶれ／SOUP／
野蛮人～マパンツラ～／フェイク／DANCE～世紀は笑う／ONLY［産業］YOU ～ONLY YOU～産業'90
- ザ・ベスト・オブ・ばちかぶり（1992年12月）
  - ナゴム時代前期の「パンク」の頃のベスト・アルバム。
- ザ・ワースト・オブ・ばちかぶり（1992年12月）
  - ナゴム時代後期の「ファンク」の頃のベスト・アルバム。
- ばちかぶりナゴムコレクション（2007年3月）
Disc 1：only you（唯一人）／櫻／産業／寒都／妖怪／音頭／日之丸／人民／東京／彼岸／稲荷／苦行／返答（貧困）／一流（解説）／未青年（Bonus Track）／血涙（Bonus Track）※未発表
Disc 2：第七倉庫／毒々々／暗黒日和／白人黒人黄色人種／刹那奇天烈／暖波／亜民／酔夢／大貧民／ロコモーション／悪い噂（Bonus Track）／自由自在（ピー・ウィー）（Bonus Track）
  - Disc 1が「ザ・ベスト・オブ・ばちかぶり」、Disc 2が「ザ・ワースト・オブ・ばちかぶり」に該当するナゴム時代の全レコーディング楽曲を収録したベスト・アルバム。
- LIVE '85（2011年1月）
  - 85年の新宿LOFT、渋谷屋根裏のライブを収録した「パンク」時代のライブ盤。